# Richard Lewis (Produzent)
Richard Lewis (* 2. Januar 1920 in New York City; † 25. Mai 2009 in Somers, New York) war ein US-amerikanischer Fernsehproduzent.

## Leben
Lewis studierte an der Yale University und arbeitete seit 1940 für Radioprogramme. Später wechselte er zum Fernsehen, wo er in den 1950er Jahren für Revue Productions und Universal Television Fernsehserien wie Dezernat M und Wagon Train produzierte. Ebenfalls unter seiner Aufsicht entstanden Anthologie-Serien wie General Electric Theatre oder Studio 57. 1961 gehörte Lewis zu den Experten, die von einem Senatsausschuss zum Thema Jugendkriminalität im Fernsehen gehört wurden.
Zwischen 1968 und 1972 produzierte er drei Kinofilme. Er starb im Alter von 89 Jahren.